# Lövliden
Lövliden ist ein Ort (småort) in der schwedischen Provinz Västerbottens län und der historischen Provinz Lappland.
Der Ort der Gemeinde Vilhelmina liegt an der Inlandsbahn, etwa fünf Kilometer nördlich von Vilhelmina. Die Europastraße 45 führt durch den Ort, und der sekundäre Länsväg AC 1067 beginnt in Lövliden.
Der Ort liegt zwischen den Seen Volgsjön und Fatsjön.